# Sárga zuzmószövő
A sárga zuzmószövő (Eilema sororcula) a kvadrifid bagolylepkefélék családjába tartozó, Eurázsiában honos lepkefaj. 

## Megjelenése
A sárga zuzmószövő szárnyfesztávolsága 26-30 mm. Feje és tora sárga, potroha és hasoldala szürkés, változó erősségű sárga szőrzettel A hím farpamacsa nagy és sárga színű. A csápok és a lábak sötét barnásszürkék. Szárnyai sárgák, rajzolat nélkül. Az elülső szárny elülső szegélye erősen domború, alapszíne a hátulsó szárnyénál jóval sötétebb árnyalatú. Az elülső szárny fonákjának belső része sötétszürke, szegélyei sárgák; ritkán a sárga hátulsó szárny elülső szegélyén is lehet némi sötétebb behintés. A fonák sárga színe a felszínnél sötétebb, tömöttebb.
Változékonysága nem számottevő.
Petéje fehéres-halványzöldes, kerekded, az alja lapos.  
Hernyója sötétszürke, feketésszürke; hátán fekete, oldalán sárga sávokkal és vöröses szemölcsökkel. Ritkás szőrzete szürkésbarna. Bábja vörösbarna.

### Hasonló fajok
Magyarországon nem él másik, hozzá hasonló faj.

## Elterjedése
Eurázsiában honos, Észak-Spanyolországtól Kelet-Ázsiáig. Magyarországon gyakori, mindenütt előfordul.  

## Életmódja
Különféle lombos erdőkben él.  
Évente két (északabbra csak egy) nemzedéke nő fel, imágóival április-júniusban és július-szeptemberben lehet találkozni. Éjjel aktív, a mesterséges fény vonzza. Hernyója zuzmókkal, algákkal, mohákkal táplálkozik. A kifejlett hernyó barna szövedékben bebábozódik, majd bábként áttelel. 

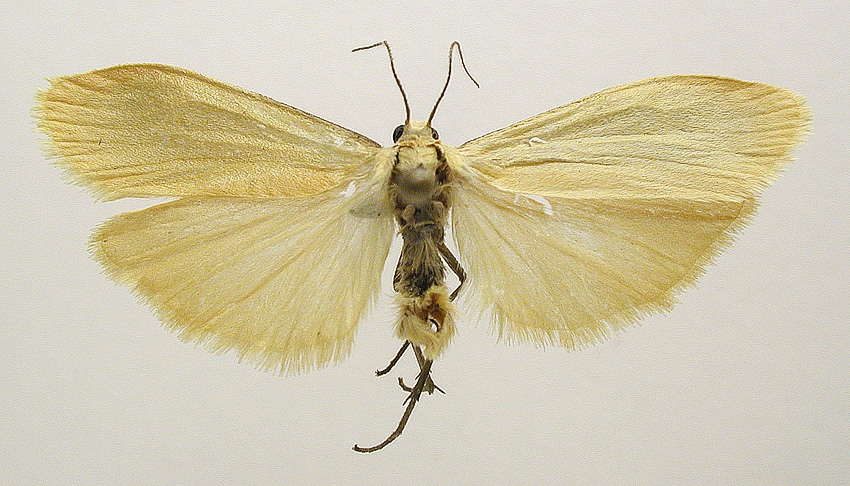
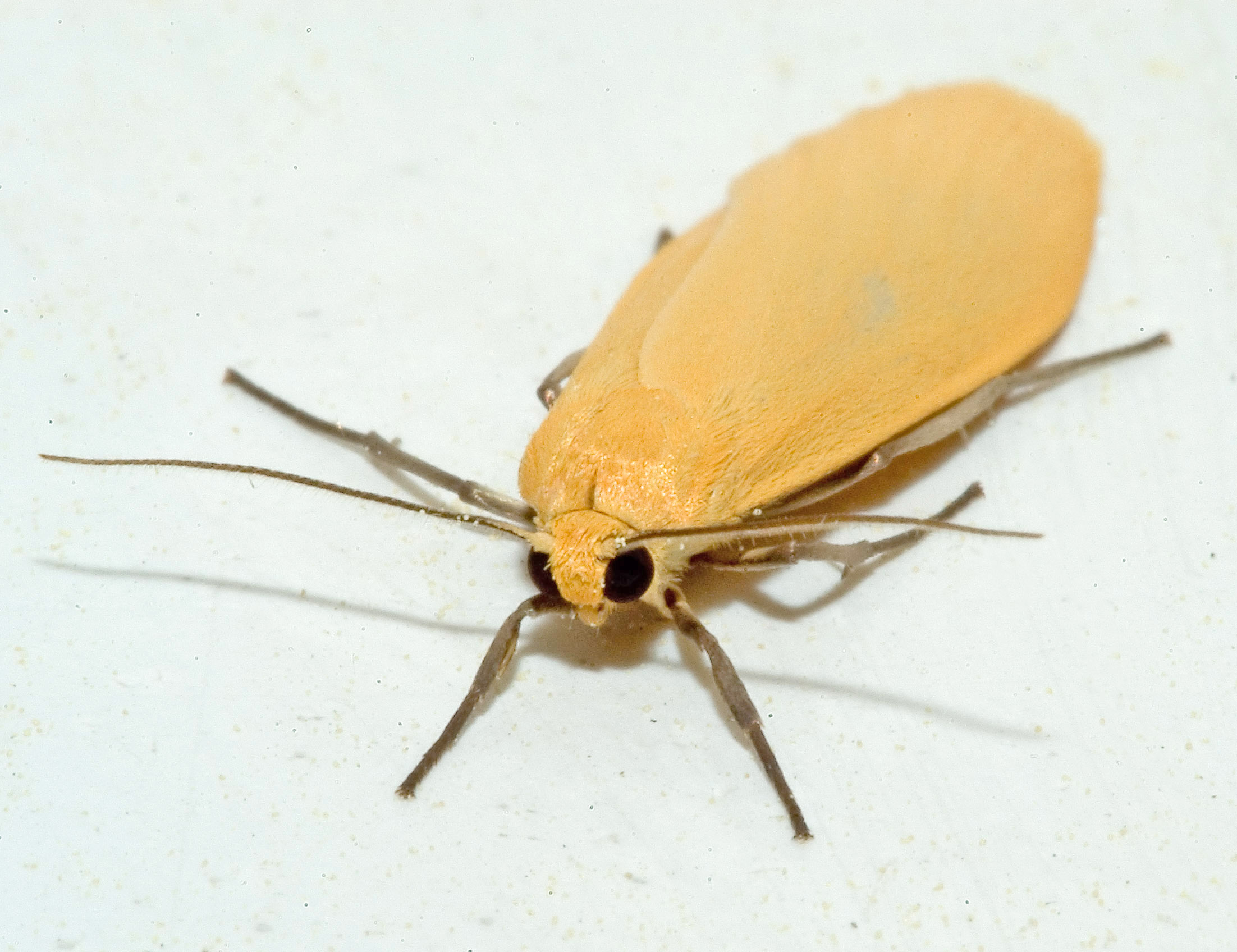
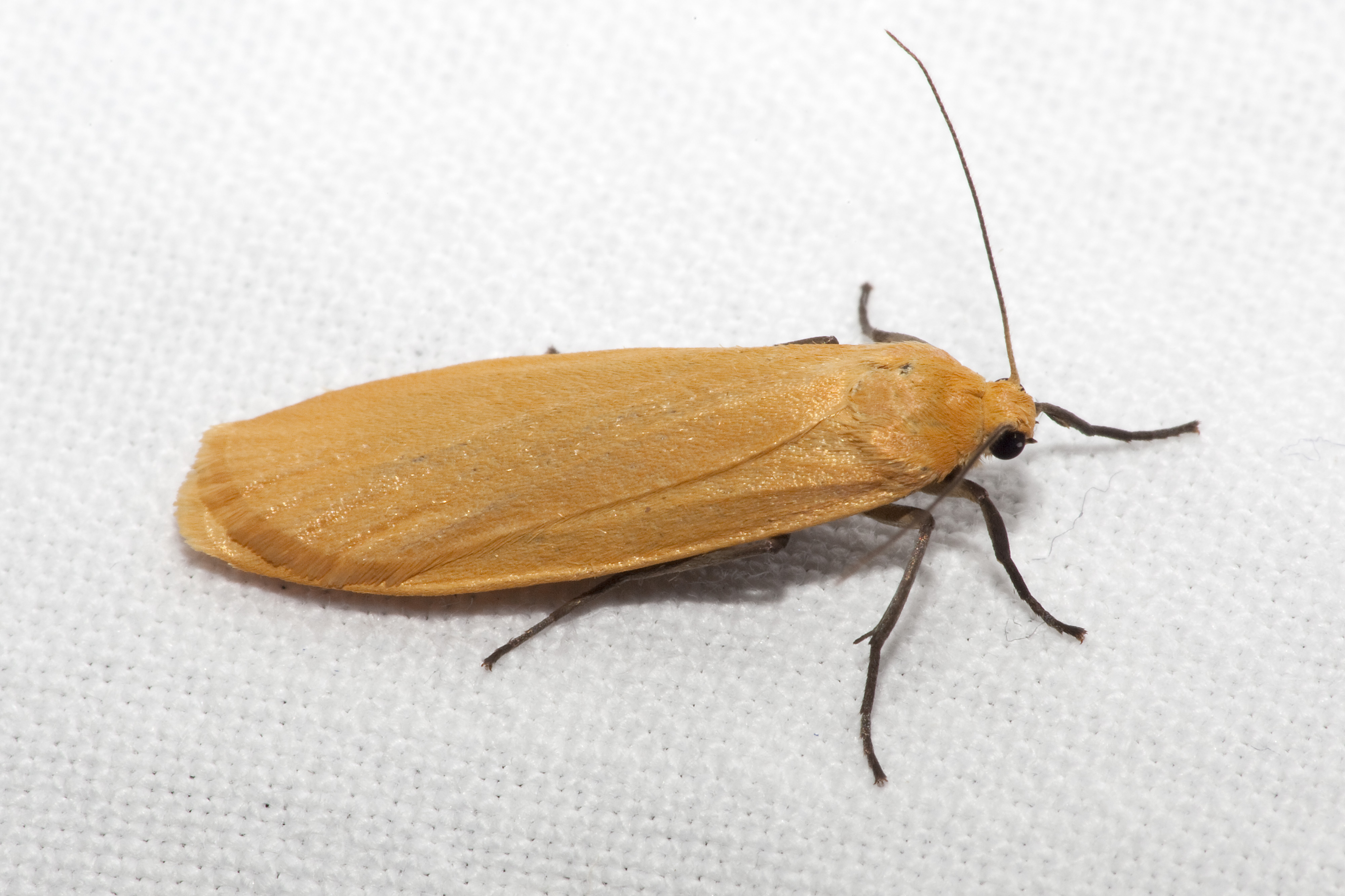
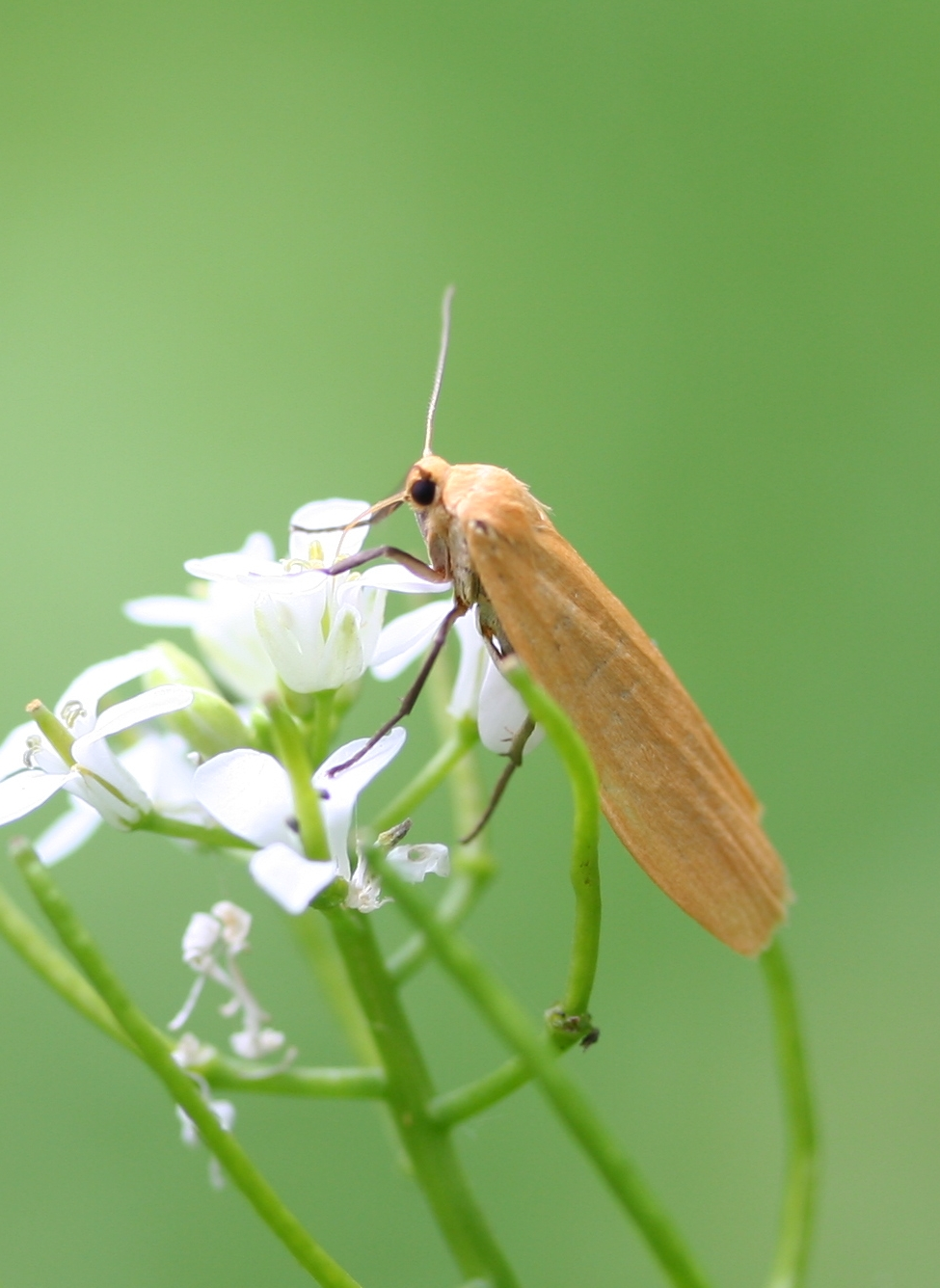
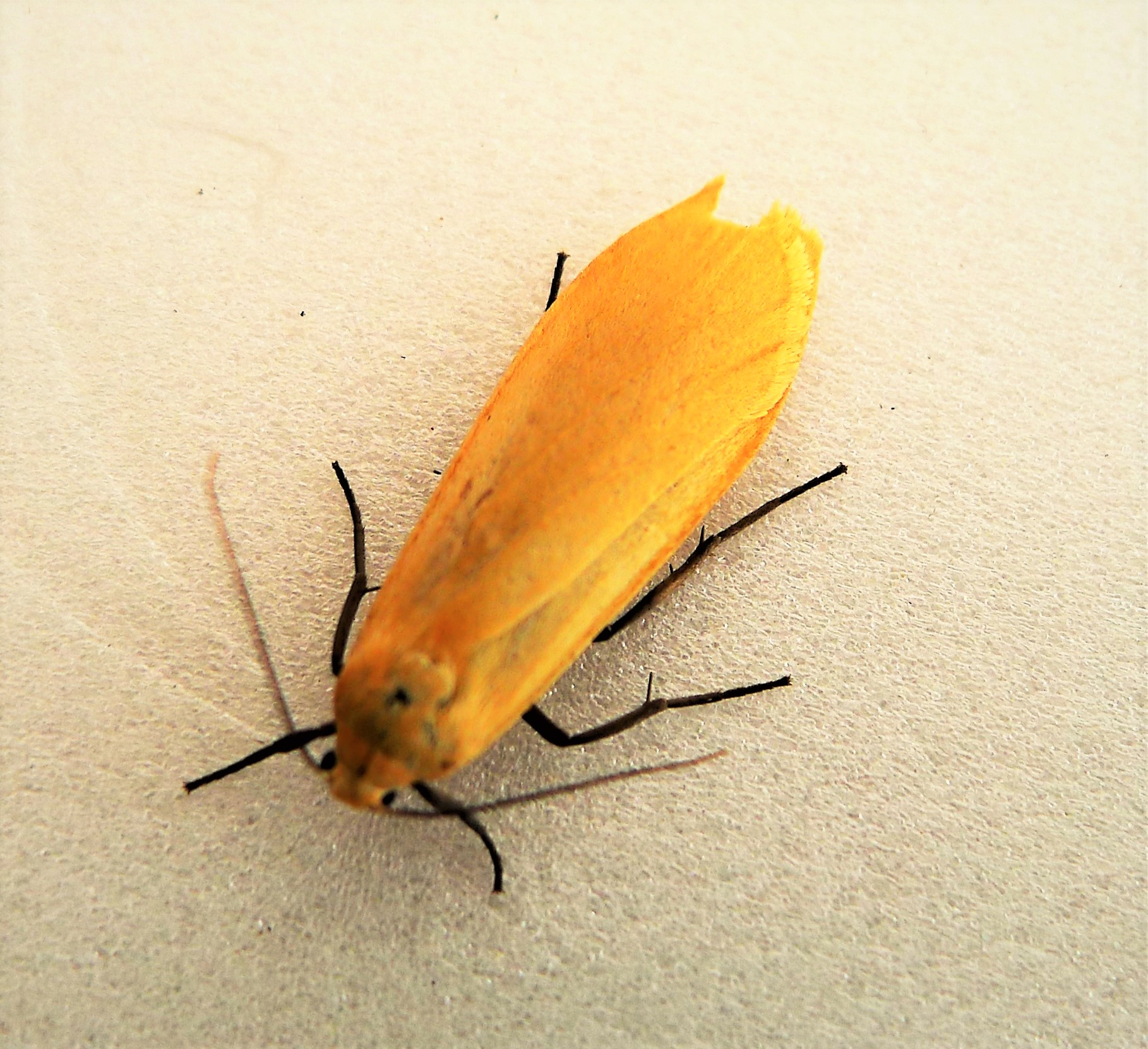

Magyarországon nem védett.